# Jenna Raunio
Jenna Raunio, född 24 september 2006 i Jönköping, är en svensk ishockeyspelare som spelar för Ohio State University. Raunio har även medverkat i svenska landslaget och gjorde sin debut år 2024.